# Чентрале Бергамаска (Бергамо)
Чентрале Бергамаска је насеље у Италији у округу Бергамо, региону Ломбардија.
Према процени из 2011. у насељу је живело 12 становника. Насеље се налази на надморској висини од 451 м.